# Maldita Vecindad
I Maldita Vecindad (o La Maldita Vecindad y los Hijos del Quinto Patio) sono un gruppo musicale messicano attivo dal 1985. Sono tra i pionieri del rock in lingua spagnola, nati appunto da un movimento chiamato "Rock en tu idioma".

## Membri
- Rolando Rocco Ortega – voce
- Arturo Reyes Tiky Hagen – chitarra (1985–1988)
- Enrique Pato Montes – chitarra (1988–presente)
- Aldo Acuña – basso (1987–presente)
- José Luis Paredes Pacho – batteria (1985–2002)
- Eulalio Sax Cervantes – sassofono, tromba, chitarra (1985–2021†)
- Adrian Lobito Navarro Maycote – percussioni (1988–1993)

## Discografia parziale
- 1989 – Maldita Vecindad y los Hijos del Quinto Patio
- 1991 – El circo
- 1993 – En Vivo: Gira Pata de Perro (live)
- 1996 – Baile de Máscaras
- 1998 – Mostros
- 2009 – Circular colectivo